# Ґалковиці-Нові
Ґалковиці-Нові (пол. Gałkowice Nowe) — село в Польщі, у гміні Каменськ Радомщанського повіту Лодзинського воєводства.
Населення — 94 особи (2011).
У 1975-1998 роках село належало до Пйотрковського воєводства.

## Демографія
Демографічна структура станом на 31 березня 2011 року:
|          | Загалом | Допрацездатний вік | Працездатний вік | Постпрацездатний вік |
| -------- | ------- | ------------------ | ---------------- | -------------------- |
| Чоловіки | 47      | 9                  | 33               | 5                    |
| Жінки    | 47      | 7                  | 27               | 13                   |
| Разом    | 94      | 16                 | 60               | 18                   |